# 3e régiment de hussards (France)
Pour les articles homonymes, voir 3e régiment.
Le 3e régiment de hussards (ou 3e RH) est une unité de cavalerie blindée de l'armée française, créé sous la Révolution à partir du régiment d'Esterhazy hussards, un régiment de cavalerie français d'Ancien Régime créé en 1764.
 Stationné à Metz depuis 2011, il fait partie de la Brigade franco-allemande depuis 1990.
Le régiment s'est illustré au cours de sa longue histoire dans de nombreuses batailles, parmi lesquelles Valmy, Iéna, Friedland, Montereau ou plus récemment Ypres, Ourcq, et la seconde bataille de la Marne en 1918.

## Création et différentes dénominations

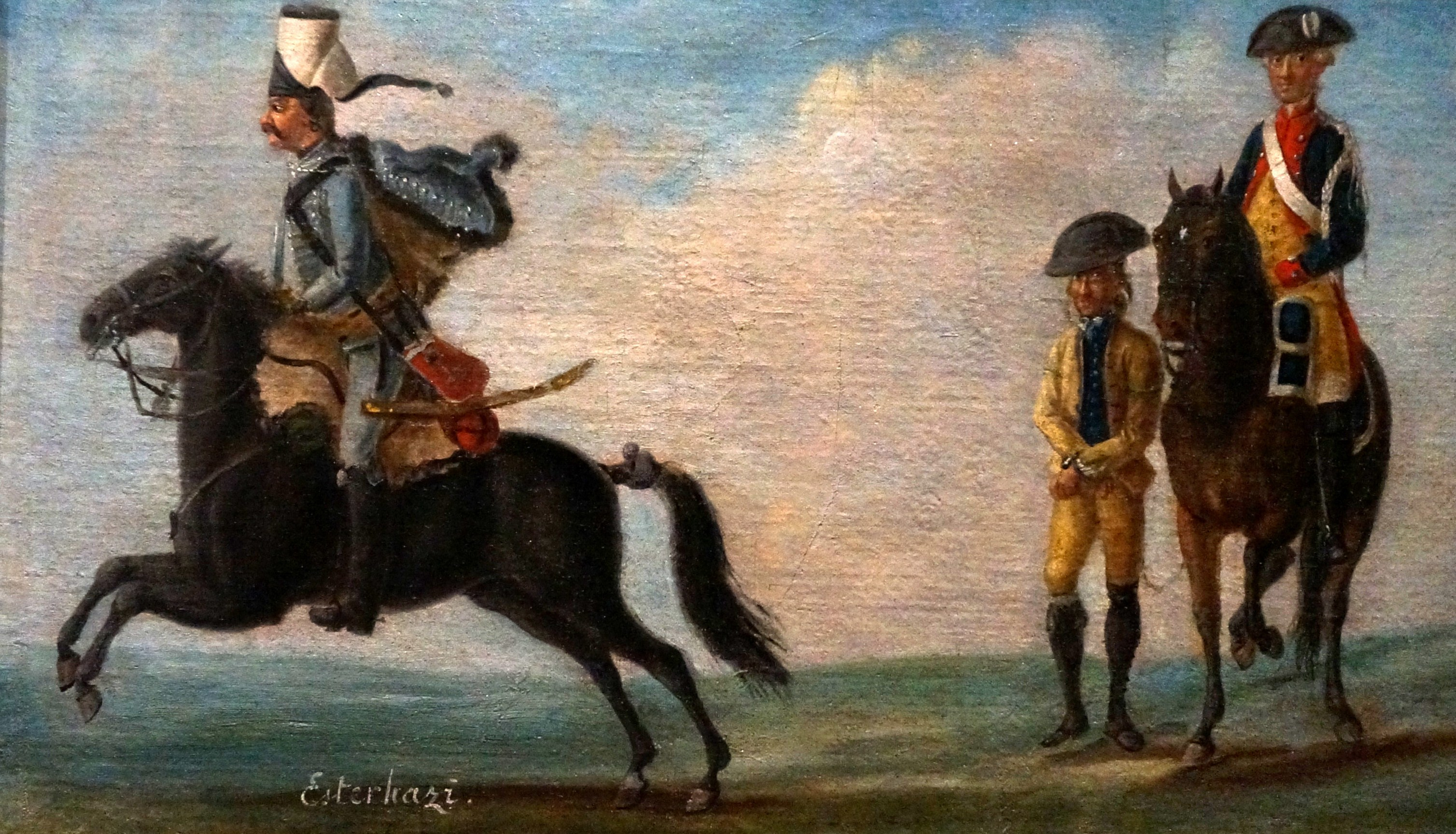
Esterhazy Houzard à gauche.

- 10 février 1764 : création du régiment Esterhazy Houzards
- 1er janvier 1791 : un décret supprime les noms des régiments et leur attribue un numéro. Esterhazy devient le 3e régiment de hussards
- 1814 : renommé Hussards du Dauphin
- 1815 : renommé Hussards de la Moselle au début de la 2de Restauration
- 1825 : renommé 3e régiment de hussards
- À la mobilisation de 1939, en garnison à Strasbourg, le régiment forme six groupes de reconnaissance: les 15e et 16e GRCA, les 32e, 46e, 62e et 94e GRDI.
- Reprend sa dénomination de 3e régiment de hussards en 1940 dans l'armée d'armistice à Montauban.
- Dissous en novembre 1942 lors de l'invasion de la zone libre.
- 1943 : création du groupe d'escadrons du 3e régiment de hussards dans les maquis du Sud-Ouest.
- 1er janvier 1945 : reconstitution du 3e régiment de hussards à Nancy
- 1962 : le régiment est dissous à Lunéville[1]
- Février 1963 : le régiment renaît à Pforzheim où il se substitue au 24e régiment de Spahis[1].

## Maistres de camp et chefs de corps
- 1792 : colonel de Froissy de Brisson, colonel Scheydt
- 1793 : colonel de Karowe
- 1793 : colonel de Bouchotte
- 1793 : colonel Jean Sultzmann
- 1794 : colonel Lebrun de la Houssaye
- 1804 : colonel Anne Charles Lebrun
- 1807 : colonel Louis Marie Levesque de Laferrière
- 1811 : colonel Rousseau
- 1814 : colonel Bernard Prués
- 15/03/1814:colonel Bon-Marie Jeannot de Moncey, fils du maréchal d'Empire Bon-Adrien Jeannot de Moncey
- 1815 : colonel du Pouget de Nadaillac
- 1823 : colonel de Burggraff, colonel de Chambrun.
- 1839: colonel Pelletier-Descarrières
- 1848 : colonel Genestet de Planhol
- 1853 : colonel Euzennou de Kersalaün
- 1861 : colonel Tilliard
- 16 juillet 1870 - 24 novembre 1870 : colonel Viel de Lunas d'Espeuilles
- 30 novembre 1870  : colonel Cramezel de Kerhué
- 1875 : colonel Bergeron
- 1876 : colonel Bohin
- 1878 : colonel Renaudot
- 1883 : colonel Besaucele
- 1887 : colonel Raimond
- 1892 : colonel Audren de Kerdrel
- 1897 : colonel Lesné
- 1898 : colonel Perez
- 1906 : colonel d'Anglegean
- 1906 : colonel Grelet
- 1911 : colonel Lyautey
- 1916 : colonel Henri Pierre de Cougny-Prefeln
- 1917 : colonel Moineville (pl)
- 1919 : colonel Longin
- 1919 : colonel Jobert
- 1927 : colonel de Lescazes
- 1931 : colonel de l'Escale
- 1934 : colonel Gouraud
- 1938 : colonel Azaïs
- 1940 : colonel de Langle de Cary
- 1941 : colonel Bourgouin
- 1944 : colonel Nérot
- 1946 : lieutenant-colonel Hurstel
- 1948 : lieutenant-colonel Dary
- 1951 : lieutenant-colonel de Kersauzon de Pennendref
- 1954 : lieutenant-colonel Vignon
- 1958 : lieutenant-colonel Michaud
- 1960 : colonel Dugué Mac-Carty
- 1962 : lieutenant-colonel Poirier
- 1963 : lieutenant-colonel des Moutis
- 1965 : colonel de Grasset (**)
- 1967 : colonel Sabouret (**)
- 1969 : lieutenant-colonel Guichard (*)
- 1971 : lieutenant-colonel Libault de la Chevasnerie
- 1973 : lieutenant-colonel Mailfait (**)
- 1975 : lieutenant-colonel Grillot (*)
- 1977 : lieutenant-colonel Guichard de Bisschop (*)
- 1979 : lieutenant-colonel Savare
- 1981 : lieutenant-colonel de Ruffray (*)
- 1983 : lieutenant-colonel Baudot (**)
- 1985 : colonel Le Chatelier (**)
- 1987 : lieutenant-colonel Celerier,
- 1989 : colonel Lafontaine (**)
- 1991 : lieutenant-colonel Sommerlat (*)
- 1993 : lieutenant-colonel Lefort (**)
- 1995 : lieutenant-colonel Declety (*)
- 1997 : lieutenant-colonel Pinget (**)
- 1999 : colonel Dell'Aria (*)
- 2001 : colonel Arnaud Sainte Claire Deville (***)
- 2003 : lieutenant-colonel Richoux (*)
- 2005 : colonel Boyard (*)
- 2007 : colonel Laurent(*)
- 2009 : colonel Paris (***)
- 2011 : colonel Rostain
- 2013 : colonel Bourdeau de Fontenay
- 2015 : colonel Hardy (*)
- 2017 : colonel Durand
- 2019 : colonel Biclet
- 2021 : colonel Sommerlat (fils)
- 2023 : colonel de Coincy
- 2025 : colonel Velut

(*) officiers devenus général de brigade par la suite.
(**) officiers devenus général de division par la suite, (***) officier devenu général de corps d'armée par la suite.

## Historique des garnisons, combats et batailles

### Ancien Régime
Créé à Phalsbourg le 10 février 1764 par le comte hongrois Valentin Ladislas Esterhazy, le régiment est formé à partir d'un escadron de chacun des trois régiments de hussards déjà existants (Bercheny, Chamborant et le Royal Nassau), mais aussi de volontaires alsaciens et allemands. Le régiment porte alors le nom d'Esterhazy Houzards.

### Guerres de la Révolution et de l'Empire

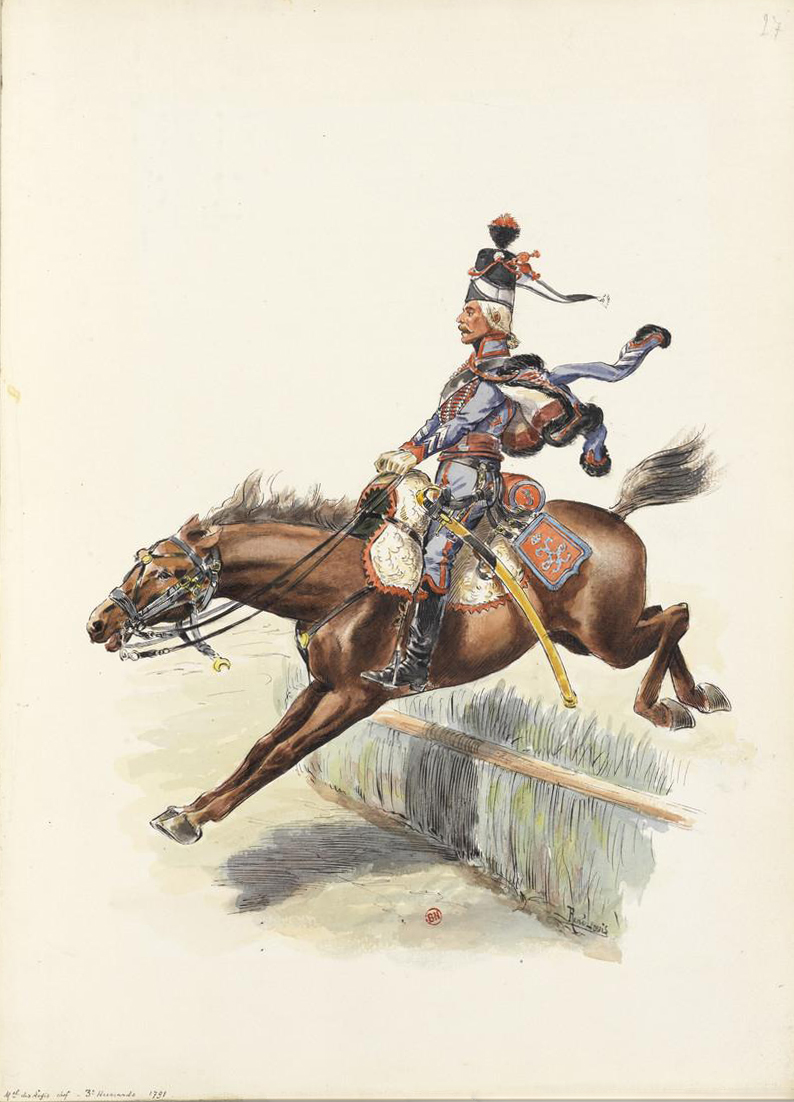
Maréchal des logis chef du 3e Hussards en 1791.

À compter du 1er janvier 1791, en remplacement du nom du « maistre de camp » fondateur, le régiment reçoit le numéro 3. Son appellation se transforme en 3e régiment de Hussards et le régiment conserve ce numéro jusqu'à aujourd'hui.
Il acquiert la réputation d’une troupe d’élite lors des campagnes de la révolution au sein de l’Armée du Nord (1792), celle de la Moselle (1793 à 1799) et celle des Pyrénées orientales (1793).
- 1792

Combat de Quiévrain

Le 20 septembre 1792, le 3e Hussards participe activement à la bataille de Valmy.

Le 1er décembre 1792, affecté dans l'Armée de la Moselle, il participe à l'expédition de Trèves.
- 1794 :
  - Armée du Nord

Lors du Premier Empire, le régiment va écrire, de la Prusse-Orientale à l’Espagne, quelques-unes des plus belles pages de son histoire :
- 1805
  - campagne de 1805
  - bataille d'Elchingen
- 1806 : Campagne de Prusse et de Pologne
  - 14 octobre : Bataille d'Iéna
- 1807
  - 8 février : Bataille d'Eylau
  - Friedland
- 1808-1812
  - Il séjourne en Espagne de 1808 à 1813
- 1813 : Campagne d'Allemagne
  - 16-19 octobre : Bataille de Leipzig
- 1814
  - campagne de France, formé de jeunes cavaliers inexpérimentés et non encore aguerris, les Marie-Louise, le 3e Hussards s’illustre à Montereau sauvant ainsi du désastre, l’armée française en retraite.

### 1815 à 1848
Sous la restauration, prenant successivement les noms de Hussards du Dauphin et Hussards de la Moselle, il participe à l’expédition d’Espagne en 1823.

### Second Empire

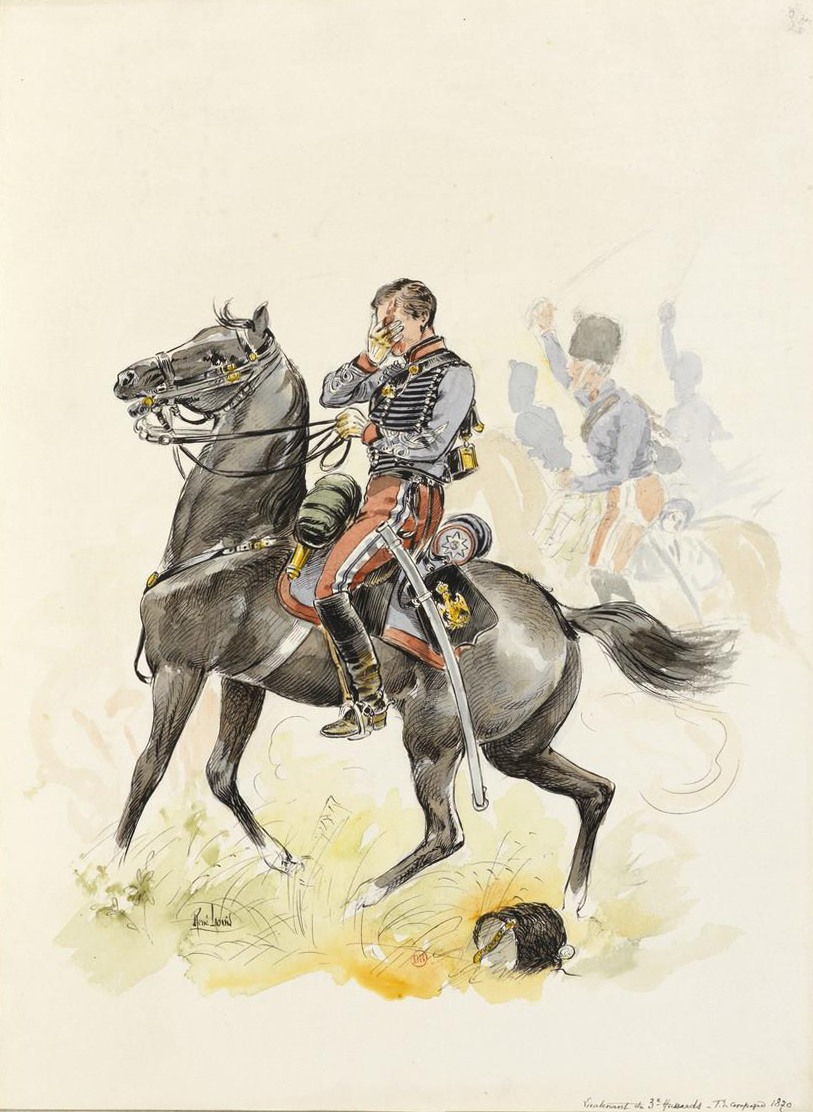
Lieutenant en tenue de campagne du régiment en 1870.

Reprenant son nom de 3e Hussards sous le second empire, il effectue son premier séjour en Algérie de 1861 à 1865.
De retour en France, il participe à la guerre de 1870 au cours de laquelle il n’a pas l’occasion de s’illustrer, mais sait se montrer digne du passé des vieux hussards de par sa discipline, son abnégation et l’attitude héroïque de certains des siens, en particulier à Ecouis. Son colonel est Marie Louis Antonin Viel de Lunas d'Espeuilles.
- Guerre de 1870
  - Siège de Bitche

### 1870 à 1914
Le 31 octobre 1870, durant la guerre franco-prussienne, un escadron du 9e régiment de chasseurs à cheval, qui formait le 6e régiment mixte de cavalerie, fut engagé au Combat d'Illiers en Eure-et-Loir.
Durant la Commune de Paris en 1871, le régiment participe avec l'armée versaillaise à la semaine sanglante.
- 1877-1892: Garnison à Lyon
- 1893-1906 ? : Garnison à Reims[2].
- 1912-1914 : Garnison au Quartier Ordener à Senlis

### Première Guerre mondiale

#### 1914
Bataille de l'Ourcq

##### Une des premières escarmouches: le 21 août 1914
Le lieutenant d'Argenlieu, chef de patrouille raconte :
« Les uhlans apparaissent à la sortie du village, ils poussent des hurlements et agitent leurs lances.
Ils sont à 300 mètres et se forment en bataille face à nous. Je sens mes hussards en ligne sur un rang derrière moi, bien en main, bien vibrants, j'évoque mon examen de sortie de Saint-Cyr à Satory et je crie : « Pour l'attaque… charger ! ». »
Ma jument tire à pleins bras. Couché sur l’encolure, le sabre bien tendu, je vise l'officier ennemi à la poitrine. Son cheval fait un brusque écart, ma pointe érafle son épaule et je le dépasse. Nous traversons aisément le peloton ennemi ; les rangs sont très ouverts et les pointes des lances très hautes. J'ai grand peine à arrêter ma jument. Quand je réussis à lui faire faire demi-tour, j'aperçois des uhlans fuyant dans toutes les directions, quelques corps sont couchés sur le sol. Je prends comme objectif les cavaliers ennemis les plus proches. J'ai vite fait d'en rattraper un. Je le pique dans le dos de la pointe de mon sabre. Il se retourne sur sa selle en gémissant et s'abat dans une haie à quelques mètres de là.
Mes hommes m'ont rallié. Nous continuons à donner la chasse ; mais deux ou trois uhlans démontés se sont installés derrière des javelles et commencent à nous fusiller ; je fonce droit sur l'un d'eux. J'entends une balle siffler à mon oreille, mais j'ai maintenant l'impression d'être sur l'Allemand et de le tenir au bout de ma lame. Il lâche un second coup de feu.
Mon cheval s'effondre et je roule à terre. Quand je me relève, je vois l'Allemand basculer brusquement ; l'un de mes hommes démontés vient de le tuer à bout portant d'un coup de carabine. Le terrain est libre, trois uhlans morts sont étendus sur le dos, quatre autres, dont un blessé grave, restent entre nos mains".

##### Capture d'un drapeau ennemi: le 9 septembre 1914 (journal du régiment)
Le capitaine Sonnois s'empare du drapeau du 2e bataillon du 94e Landwehr : contrairement à l'usage, l'étendard régimentaire ne sera pas décoré de la Légion d'Honneur, mais ce fait d'armes contribuera à accorder au régiment la fourragère aux couleurs de la Croix de Guerre 1914-1918.
Entre septembre et novembre, le régiment prend part à "la course à la mer" visant à couper la route aux Allemands descendant de Belgique. Du 21 au 24 septembre, le régiment participe notamment aux violents combats autour de Roye, en Picardie. La bataille d'Artois, qui débute à l'automne 1914 permet aux hussards de s'illustrer autour d'Arras et sur l'Yser. Les engagements remportés entre les 5 et 9 octobre 1914, en particulier autour de Notre-Dame de Lorette, seront récompensés par de nombreuses citations individuelles. Ces actions permettent surtout la jonction de deux divisions du 21e corps dangereusement éloignées. Le 14 octobre 1914, la prise de Riez-Bailleul vaut aux 2e, 3e et 4e escadrons d'être cités à l'ordre du corps de cavalerie. Le 18 octobre, la cavalerie a tellement perdu de chevaux qu'un escadron par régiment est contraint de poursuivre le combat à pied. Épuisé après le violent combat de Fournes le 20 octobre, le régiment est placé en réserve de la division, mais il se retrouve le 2 novembre, en avant-garde, près du mont Kemmel en Belgique et participe à l'attaque de Messines.
Bientôt débute la guerre de position qui ne permet plus les charges et chevauchées glorieuses du passé.

#### 1917
Le 10 mars 1917, le régiment remonte à cheval et, après diverses escarmouches, libère Noyon. Les reconnaissances hardies menées par le régiment, en particulier par le 4e escadron, permettent de monter une offensive. Dès le 23 mars le tracé des lignes allemandes est parfaitement déterminé dans le secteur imparti au 3e hussards. Mais l'attaque montée le 15 avril suivant échoue. Les hussards reprennent alors la vie de tranchées.

#### 1918
Le 26 mars 1918, une gigantesque offensive allemande est déclenchée de la Scarpe à l'Oise. Le régiment remonte alors à cheval et parcourt 400 kilomètres en quatre jours. Intégré au corps du général Robillot, il parvient à contenir la poussée ennemie au mont Kemmel, entre les 25 et 29 avril, sans renforts, isolé et au prix de pertes considérables. Relevé le 29 avril, il est félicité par le général Robillot.
Le 27 mai, sur l'Ourcq, une nouvelle attaque allemande perce le front français. À marche forcée, le 3e Hussards atteint Nanteuil-le-Haudoin le 2 juin et est jeté immédiatement dans la bataille. Il recueille et rassemble les troupes alliées éparses dans le secteur et stoppe les éléments ennemis qui progressent dans la région de Troesne. Le 2 juin, sans secours d'artillerie, lors d'une contre-attaque menée contre des forces très supérieures, le lieutenant-colonel Guérard est tué. Lorsque le régiment est relevé le 3 juin, les cavaliers n'ont pas mangé depuis quatre jours et ont effectué un raid à cheval de 200 kilomètres.
Le 25 juin 1918, le régiment passe au 2e corps de cavalerie et est engagé sur la Marne dès le 1er juillet dans la région de Montmirail.
Les 17 et 18 juillet, à pied, les hussards parviennent à déloger l'ennemi à l'ouest d'Epernay. Remontés à cheval le 20 juillet ils poursuivent les troupes allemandes qui résistent vivement.
Sa brillante conduite vaut au 3e Hussards une citation à l'ordre de l'armée et la fourragère de la Croix de guerre.

### Entre-deux-guerres
Le 14 juillet 1919, le 3e Hussards participe au défilé de la Victoire à Paris et, le 19 juillet suivant, il défile à Londres devant sa Majesté le roi d'Angleterre.
De 1919 à 1939, le régiment tient garnison à Strasbourg.

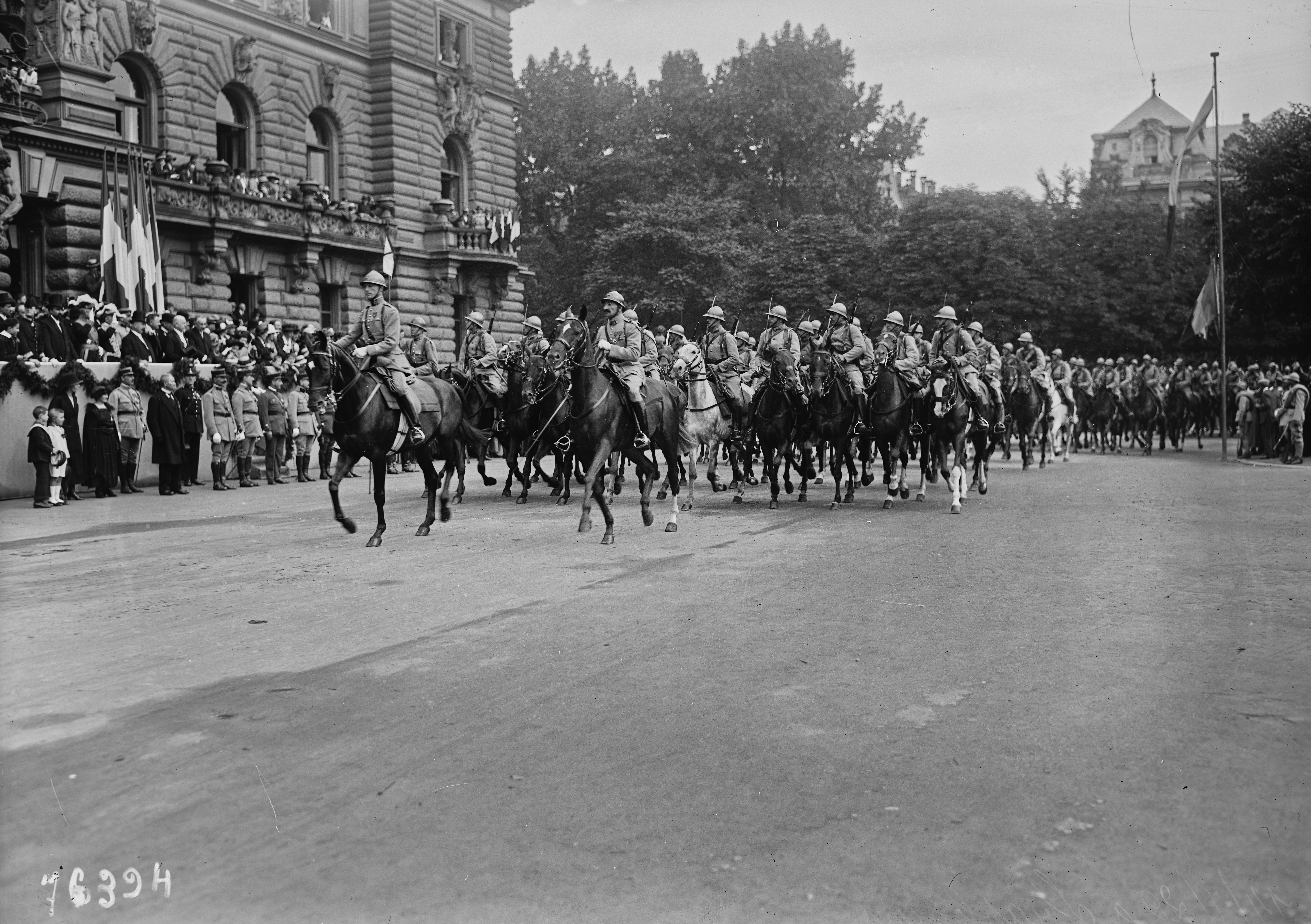
Défilé du 3e hussards à Strasbourg le 14 juillet 1922, devant le palais du Rhin.
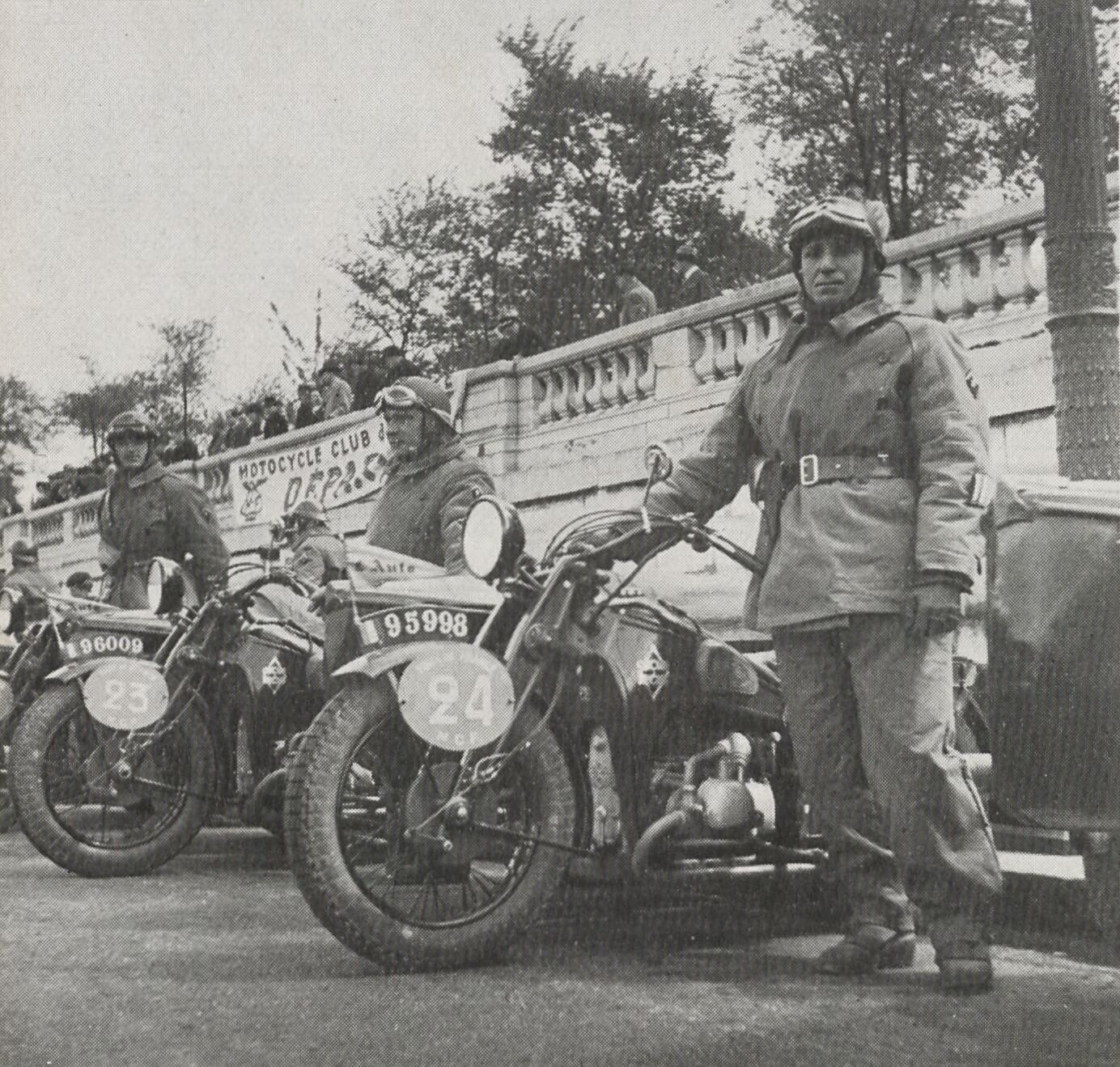
Motocyclistes du 3e hussards à Paris en 1938 (side-cars Gnome et Rhône XA).

### Seconde Guerre mondiale
Le groupement de cavalerie est destiné à former à la mobilisation des groupes de reconnaissance. Aussi, dès la déclaration de guerre, le 3e régiment de hussards, en garnison à Strasbourg, disparaît-il en tant que tel pour se répartir et donner naissance à cinq groupes de reconnaissance :
- 16e groupe de reconnaissance de division d’infanterie
- 32e groupe de reconnaissance de division d’infanterie
- 46e groupe de reconnaissance de division d’infanterie
- 62e groupe de reconnaissance de division d'infanterie
- 94e groupe de reconnaissance de division d’infanterie

Rapidement mis sur pied, ils se signalent par leur agressivité, leur esprit de dévouement et de sacrifice tout au long de la Deuxième Guerre mondiale. L'autre témoignage subsistant de cette éprouvante campagne réside dans les textes des citations à l'ordre de l'armée et du corps d'armée obtenues par les groupes de reconnaissance tenant de la tradition "hussard".
La citation à l'ordre de l'armée du 16e GRDI (3e hussards), signée par le général Weygand le 2 septembre 1940, porte: « Au cours de la retraite de l'Oise à la Vienne, a combattu sans trêve à l'arrière garde de la division [la 11e DI] pour couvrir la retraite et garder le contact de l'ennemi. Magnifique troupe qui a fait honneur à la cavalerie française. »
Le général Hubert citant le 15e GRCA (20e centre mobilisateur de cavalerie) à l'ordre du 20e corps d'armée met l'accent sur la tenue des groupes de reconnaissance durant la retraite: « Dans les périodes critiques, au cours de combats retardateurs, s'est véritablement sacrifié pour arrêter l'ennemi et couvrir notre infanterie. D'un courage et d'un moral dignes de la plus belle légende, a dominé son adversaire en toutes circonstances. »
Faisant partie de l'armée d'armistice, en garnison à Montauban, il est dissous lors de l'invasion de la zone libre par l'armée allemande en novembre 1942. Son étendard est sauvé et échappe aux occupants.
Une partie du personnel du régiment rejoint alors les maquis de Tarn-et-Garonne où est créé le groupe d'escadrons du 3e régiment de hussards qui sera intégré à la 1re armée du général de Lattre de Tassigny dès le débarquement de Provence en août 1944 et participera aux combats des Vosges et d'Alsace. Le 1er janvier 1945, à Nancy, le 3e hussards est recréé avec ces maquisards et de jeunes recrues et poursuit la campagne jusqu'à la fin de la guerre. Son attitude au combat lui vaut l'attribution de la croix de guerre 1939-1945.

### De 1945 à nos jours
Après un bref passage à Roanne (quartier Verlay) le régiment part au Maroc au printemps 1947 où son séjour à Meknès (quartier Bissey) ne durera que huit mois. Il regagne la métropole et arrive pour peu de temps au quartier Espagne à Auch. Début 1949, il s'installe à Alençon, au quartier Valazé, où il tient garnison pendant six ans.
Désigné pour le Maroc, le régiment quitte sa garnison d’Alençon le 20 août 1955 et participe, renforcé du 4e escadron du 6e Dragons qui deviendra le 1er septembre 1956 le 3e escadron du 3e Hussards, à diverses opérations de maintien de l’ordre avant de rejoindre l’Algérie en mars 1958.

#### Guerre d'Algérie
De 1958 à 1962, le 3e Hussards se distingue lors de nombreux accrochages avec des unités rebelles.
Au cessez-le-feu du 19 mars 1962 en Algérie, le 3e régiment des hussards crée, comme 91 autres régiments, une des 114 unités de la Force Locale. (Accords d'Evian du 18 mars 1962) Le 3e R.H forme une unité de la Force Locale de l'ordre algérienne à la ferme Cassagne, la 448e UFL-UFO composé de 10% de militaires métropolitains et de 90% de militaires musulmans, qui, pendant la période transitoire devait être au service de l'exécutif provisoire algérien, jusqu'à l'indépendance de l'Algérie.
De retour en métropole il est dissous à Lunéville, et renaît en février 1963 à Pforzheim où il se substitue au 24e régiment de Spahis.
Appartenant aux Forces Françaises en Allemagne, il est le régiment de reconnaissance de la 3e division blindée jusqu’en 1968 et celui du 2e Corps d’Armée jusqu’en 1990.
En juillet 1996 le régiment déménage à Immendingen sur les bords du Danube.
En mai 2011, le régiment quitte Immendingen et retourne sur le sol français, en garnison à Metz, caserne Séré-de-Rivières.

### Le régiment aujourd'hui

#### Subordinations
Aujourd'hui intégré à la brigade franco-allemande au sein de la 1re division, le 3e RH a conservé ses missions historiques de renseignement, d'arrêt et de contre-attaque bien que la mission de renseignement tende à prendre une place de plus en plus importante dans la guerre moderne. On peut également ajouter les actions humanitaires auxquelles participe ponctuellement le 3e hussards.
Le régiment a été basé en Allemagne à Pforzheim de 1963 à 1996, puis à Immendingen de 1996 à 2011.
Dans le cadre des restructurations, ce régiment de la brigade franco-allemande est désormais stationné en France. En 2011, le 3e Régiment de hussards quitte l'Allemagne et rejoint Metz, où il remplace à la caserne Séré-de-Rivières, le 2e régiment du génie, dissout.
Son soutien est assuré par le groupement de soutien de la base de défense de Metz.
En raison de la tâche commune de renseignement, il existe une relation spéciale avec la 4e Compagnie du 291e Jägerbataillon, qui est une compagnie de reconnaissance (Aufklärung).

#### Composition
- 3 escadrons blindés de reconnaissance
- 1 escadron de reconnaissance et d'intervention (ERI) (dissolution du 6e escadron / ERI 2 en mars 2022)
- 1 escadron de commandement et de logistique (composé de pelotons de transmissions, maintenance, ravitaillement…)
- 1 escadron d'intervention de réserve composé entièrement de réservistes.

#### Missions

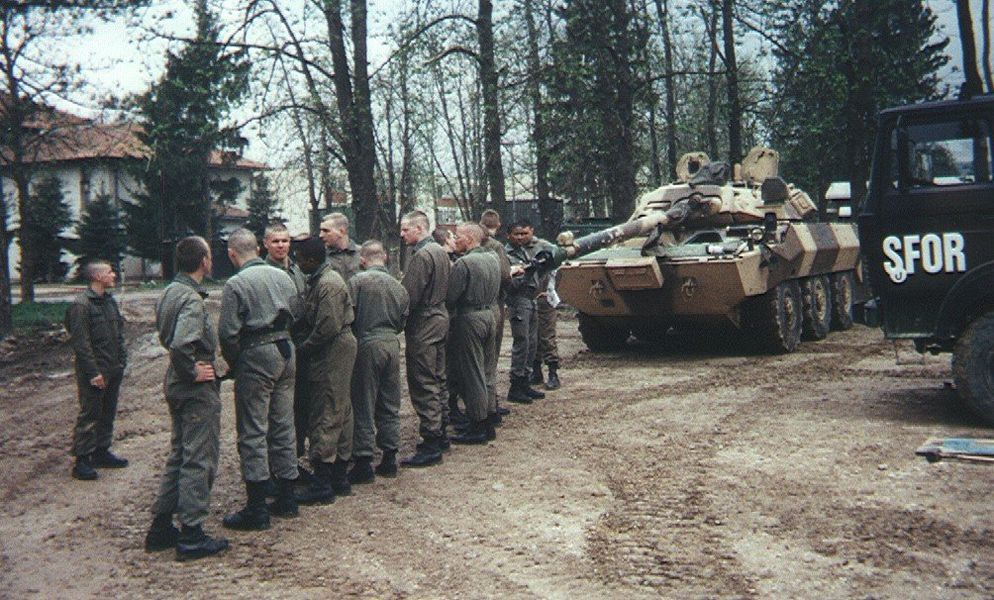
Nettoyage d'un canon d'un AMX-10 RC du 3e RH en mission pour la SFOR dans la région de Sarajevo en 1997.

- De cavalerie légère : recherche de renseignements en avant du dispositif, couverture de la brigade en flanc-garde, coup d'arrêt, freinage et contre-attaque ;
- participation à des opérations de maintien de la paix ou de sécurité ;
- participation à des actions humanitaires ou de service public (Bosnie 1997, Nouvelle-Calédonie 1999).
- En 2004, le 3e régiment de hussards est sur les territoires suivants : Tchad, Côte d'Ivoire, Liban, Cameroun, Afghanistan.
- En 2007, le régiment est engagé pour la première fois à Djibouti avec le 3e escadron.

- En 2007-2008 le régiment est engagé au Kosovo: escadron ERIAC et 5e Escadron (recréé à partir du PPIR de l'ECL et d'un Peloton de l'ERIAC)

- En 2009, le régiment est engagé au Kosovo escadrons: ECL et ERIAC
- En 2015, le régiment est notamment engagé au Tchad (Opération Barkhane) et au Liban (FINUL), ainsi que dans l'opération intérieure Sentinelle.
- En 2016, le régiment est engagé en Côte d'Ivoire, au Mali et au Liban, ainsi que dans l'opération Sentinelle.

#### Matériels
- Il est actuellement équipé de 36 AMX 10 RCR (Revalorisé), et de véhicules de l'avant blindés (VAB), véhicules blindés légers (VBL), et possède des postes antichars MILAN.

## Étendard
Il porte, cousues en lettres d'or dans ses plis, les inscriptions suivantes,:
- Valmy 1792
- Iéna 1806
- Eylau 1807
- Friedland 1807
- Montereau 1814
- L'Ourcq 1914
- Ypres 1914
- La Marne 1918
- AFN 1952-1962

## Décorations
L'étendard est décoré :

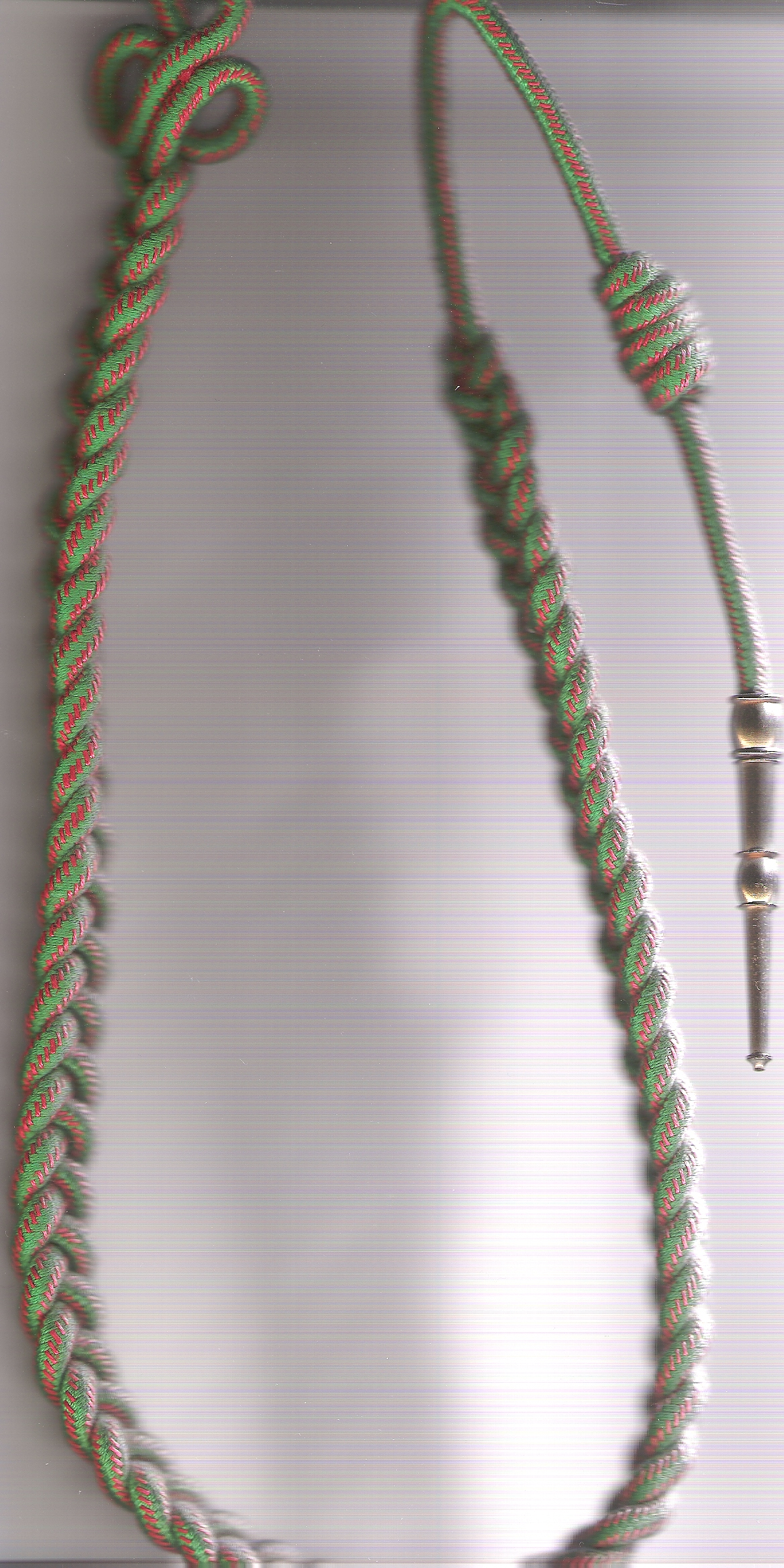
fourragère aux couleurs du ruban de la croix de guerre 1914-1918

- de la croix de guerre 1914-1918 (avec une citation à l'ordre de l'armée)
- de la croix de guerre 1939-1945 (avec une citation à l'ordre de la division)

L'étendard est orné de la fourragère 1914-1918 : Ordre no 153 F du 8 juin 1918 - Le régiment qui a pris un drapeau à l'ennemi le 10 septembre [1914] et a obtenu une citation à l'ordre de l'Armée pour sa belle conduite les 1er et 2 juin 1918 est admis à l'honneur de porter la fourragère aux couleurs de la croix de guerre.
- l'étendard porte aussi le Fahnenband du land de Bade-Wurtemberg remis le 15 janvier 2001 à toutes les unités de la Xe Panzerdivision engagées en Bosnie et au Kosovo.

## Devise
Il en vaut plus d'un

## Personnalités ayant servi au régiment
- Sébastien Birgy (1768-1856), dit « Perquit », général et baron d'Empire.
- Henri Chas (1900-1945), résistant français, Compagnon de la Libération.
- Nissim de Camondo (1892-1917), banquier et aviateur français, maréchal des logis au 3e régiment de hussards au début de la guerre.

## Sources et bibliographie
- Les 250 ans d'Esterhazy Houzards- Livre de prestige officiel du 3e régiment de Hussards - juillet 2014 - Editions Esprit com'
- Historique du 3e régiment de hussards, Impr. strasbourgeoise, 48 p., lire en ligne sur Gallica.